# 朝鲜附地菜
朝鲜附地菜（学名：Trigonotis coreana）是紫草科附地菜属的植物。分布于日本、俄罗斯、朝鲜以及中国大陆的山东、东北等地，生长于海拔50米至800米的地区，多生长于灌丛、山谷、山地林缘以及溪旁湿润处，目前尚未由人工引种栽培。

## 异名
- Trigonotis nakaii Hara